# Paguristes tortugae
Paguristes tortugae is een tienpotigensoort uit de familie van de Diogenidae. De wetenschappelijke naam van de soort is voor het eerst geldig gepubliceerd in 1933 door Schmitt.